# آکاسیای بندکفشی
آکاسیای بندکفشی(نام علمی: Acacia stenophylla) نام یک گونه از سرده آکاسیا است.